# Clastobryum leucophyllum
Clastobryum leucophyllum là một loài Rêu trong họ Sematophyllaceae. Loài này được (Dixon) B.C. Tan mô tả khoa học đầu tiên năm 1994.